# 36 г. пр.н.е.
36 (тридесет и шеста) година преди новата ера (пр.н.е.) е обикновена година, започваща във вторник, сряда или четвъртък, или високосна година, започваща в сряда по юлианския календар.

## Събития

### В Римската република
- Консули на Римската република са Луций Гелий Публикола и Марк Кокцей Нерва. Суфектконсули стават Луций Ноний Аспренат, Павел Емилий Лепид и Квинт Марций Крисп.
- През зимата – кампания на Публий Канидий Крас срещу Кавказка Албания и Иверия.[1]
- Март – Марк Антоний започва кампанията си срещу партите, за която разполага с армия от 16 легиона (ок. 100 000 пехота) и 10 000 кавалерия.[2]
- Юли – Антоний навлиза с войската си в Мидия Атропатена и след дълъг поход обсажда столицата Фрааспа в края на август.[3]
- 17 юли – триумф на Гней Домиций Калвин за победи в Испания.[4] С плячката от походите си той възстановява изгорялата през тази година Регия.[5]
- Сицилианска гражданска война:
  - 1 юли – Октавиан започва сицилианската си кампания с помощта на триумвира Лепид и Статилий Тавър;[3]
  - 3 юли – тежки метеорологически условия над морето принуждават Октавиан да оттегли флота си след значителни загуба на кораби. Флотът на Лепид също е засегнат, но въпреки това той успява да дебаркира с 12 легиона, с които скоро блокира Лилибеум и окупира голяма част от Сицилия;[6]
  - средата на август – Октавиан възобновява кампанията си. Марк Агрипа завладява Липарските острови и побеждава подчинения на Помпей адмирал Папий при Миле, но самият Секст Помпей нанася поражение на Октавиан скоро след това при Таормина. Въпреки това Октавиан успява да стъпи с армията си на сушата и бързо натрупва внушителна сила от 21 легиона и 20 000 кавалерия. Разполагащ само с 10 легиона Помпей е принуден да търси решителна победа по море;[7]
  - 3 септември – състои се морската битка при Навлох, в която Агрипа (с 300 кораби) разбива Секст Помпей (също с 300 кораби) като последния успява да спаси себе си и само 17 кораба.
- Лепид предявява претенции за контрол над Сицилия, но войските му дезертират и преминават на страната на Октавиан. Лепид е лишен от правомощията на триумвир и от властта над бившите си провинции. Октавиан му позволява да запази титлата на понтифекс максимус, но го изпраща в заточение.[8]
- Октомври – Марк Антоний е принуден да изостави обсадата на Фрааспа и да започне 27-дневно отстъпление с бой към Армения.[3]
- 13 ноември – Октавиан се завръща в Рим, където е награден с овация, a Агрипа е безпрецедентно награден с „Морска корона“ (corona navalis).[9]
- Антоний оставя армията си в Сирия и заминава за Александрия с Клеопатра VII.[3]

## Родени
- 31 януари – Антония Младата, дъщеря на Октавия Младша и Марк Антоний (умряла 37 г.)
- Випсания Агрипина, дъщеря на Марк Випсаний Агрипа и Помпония Цецилия Атика (умряла 20 г.)
- Птолемей Филаделф, син на Клеопатра VII и Марк Антоний (умрял 29 г. пр.н.е.)

## Починали
- Джъджъ, шанюй на хунну